# جويل ماثيسون
جويل ماثيسون هو سياسي كندي، ولد في 18 فبراير 1930 في هاليفاكس في كندا. نشط حزبياً في جمعية المحافظين التقدمية لنوفا سكوشا. وقد انتخب عضو مجلس نواب نوفا سكوشا ‏.